# Bluish
Bluish – album polskiego muzyka jazzowego Tomasza Stańki nagrany z dwoma muzykami norweskimi.
Nagrania zarejestrowane zostały w październiku 1991 w Studiu Muzyki Chrześcijańskiej w Wiśle. Płyta CD wydana została w 1992 przez wytwórnię Power Bros 00113.

## Muzycy
- Tomasz Stańko – trąbka
- Jon Christensen – perkusja
- Arild Andersen – kontrabas, gitara basowa

## Lista utworów
| 1. | „Dialogue” (Tomasz Stańko, Arild Andersen)    | 2:31  |
|    |                                               |       |
| 2. | „Daada” (Tomasz Stańko)                       | 3:56  |
|    |                                               |       |
| 3. | „Under the Volcano” (Tomasz Stańko)           | 5:02  |
|    |                                               |       |
| 4. | „Bluish” (Tomasz Stańko)                      | 8:04  |
|    |                                               |       |
| 5. | „If You Look Enough Part II” (Arild Andersen) | 3:58  |
|    |                                               |       |
| 6. | „Bosanetta” (Tomasz Stańko)                   | 8:40  |
|    |                                               |       |
| 7. | „Third Heavy Ballad” (Tomasz Stańko)          | 6:06  |
|    |                                               |       |
| 8. | „My W.S.B. Friend” (Tomasz Stańko)            | 6:51  |
|    |                                               |       |
| 9. | „If You Look Enough Part I” (Arild Andersen)  | 3:06  |
|    |                                               |       |
|    |                                               | 48:14 |
|    |                                               |       |

## Informacje uzupełniające
- Produkcja – Krzysztof Popek, Tomasz Stańko
- Inżynier dźwięku – Andrzej Prugar, Paul D. Griffith
- Grafika (okładka) – Witold Popiel